# Печето Торинезе
Печѐто Торинѐзе (на италиански: Pecetto Torinese; на пиемонтски: Psè, Пъсе) е малък град и община в Метрополен град Торино, регион Пиемонт, Северна Италия. Разположен е на 398 m надморска височина. Към 1 януари 2020 г. населението на общината е 4102 души, от които 266 са чужди граждани.